# 空中ぶらんこ (バレエ)
『空中ぶらんこ』（ロシア語: Трапе́ция）は、セルゲイ・プロコフィエフが作曲したバレエ音楽。五重奏曲 作品39と深いつながりを持っている。全8曲のバレエ音楽の全曲は1925年11月6日にハノーファー近郊のドイツの都市、ゴータで初演された。

## 概要
1924年、パリに滞在しているプロコフィエフに対して、旅の一座からバレエ作曲の委嘱が入った。しかし、劇団に伴奏音楽を奏でる楽団にはわずか5人の団員しかいなかった。これがプロコフィエフにとっては室内楽寄りの音楽を書くきっかけとなる。当時、室内楽作品としてひとつ前の作品にあたったのはヘブライの主題による序曲 作品34（1919年）であった。
後に、プロコフィエフはこのバレエ音楽を2つの作品、五重奏曲 作品39（1924年）とディヴェルティメント 作品43（1925年-1929年）に組み込んでいる。

## 楽曲構成
8つの楽曲（5つの部分）から成り、演奏には約20-25分を要する。
バレエ『空中ぶらんこ』は2002年に再構成されており、5部8曲での構成となっている。
1. 序曲
  1. Moderato, molto ritmato
2. マテローテ
  1. Allegro
3. バレリーナ
  1. Tema con variazioni
  2. Andante energico
4. 曲芸師の踊り
  1. Allegro sostenuto, ma con brio
  2. Adagio pesante
  3. Allegro precipitato, ma non troppo presto
5. バレリーナを悼む
  1. Andantino